# Tres fugitius
Tres fugitius (títol original: Three Fugitives) és una pel·lícula estatunidenca escrita i dirigida per Francis Veber, estrenada l'any 1989. Ha estat doblada al català.
És el remake del seu film The Fugitives, estrenada el 1986.

## Argument
Lucas és a la presó per robatori a mà armada. El dia que és alliberat, es segrestat per Ned Perry, un criminal passerell i incompetent que atraca un banc (per poder cuidar la seva filla malalta, Meg). El detectiu Duggan pensa que han de ser al mateix vaixell i es posa a investigar-ho. Diverses persecucions, un tret accidental, el tractament d'un veterinari boig i altres peripècies tenen lloc, mentre Lucas intenta abandonar el seu company idiota i provar la seva innocència. Tot evitant la justícia, els dos formen un equip improbable per ajudar a guarir la silenciosa Meg i aconseguir la seva fuga. Salven Meg de la casa de cures on està internada (i on Perry gairebé arruïna tot l'afer amb la seva malaptesa) i fugen cap el Canadà, fent-se passar per una parella casada amb un fill.
Tot sembla acabar bé. No obstant això, a l'escena final, Perry entra en un banc canadenc per canviar moneda i es troba segrestat per un altre lladre de bancs, de la mateixa manera que havia passat amb Lucas abans. Amb aquest final inesperat, Lucas no necessita dir adéu a Meg, amb qui ha teixit una bona relació.

## Repartiment
- Nick Nolte: Lucas
- Martin Short: Ned Perry
- Sarah Rowland Doroff: Meg Perry
- James Earl Jones: Dugan
- Alan Ruck: Tener
- Kenneth McMillan: Dr. Horvath
- Bruce McGill: Charlie
- David Arnott: Philbrick
- Lee Garlington: La dona policia